# Astragalus roschanicus
Astragalus roschanicus är en ärtväxtart som beskrevs av Boris Fedtjenko. Astragalus roschanicus ingår i släktet vedlar, och familjen ärtväxter. Inga underarter finns listade i Catalogue of Life.